# Underground Werewolf
Underground Werewolf (Originaltitel: Cellar Dweller) ist ein amerikanischer Horrorfilm aus dem Jahre 1988. Eine junge Kunststudentin erweckt eine bösartige Werwolf-Comicfigur zum Leben, die ihre Mitstudenten nacheinander dezimiert.

## Handlung
Colin Childress, ein berühmter Comiczeichner und Erfinder der Comicreihe „Cellar Dweller“ (zu deutsch: Keller-Bewohner) wird in seinem Haus bei seiner Arbeit von einer seiner gezeichneten, lebendig gewordenen Horror-Comicfigur verfolgt. Nachdem das Werwolf-Monster das Atelier verwüstet und Colins Freundin getötet hat, versucht Colin mit dem Verbrennen der Zeichnungen das Monster zu vertreiben, findet dabei aber selbst den Tod in den Flammen.
Dreißig Jahre später: Im ehemaligen Haus von Colin Childress hat sich inzwischen unter der Leitung von Mrs. Briggs eine kleine private Kunstschule (Trockmorto Institute for the Arts) eingerichtet. Als neue Studentin findet auch die junge Comiczeichnerin Whitney Taylor Aufnahme in der illustren Wohngemeinschaft von Kunststudenten unterschiedlicher Ausrichtung. Die Aufnahme von Whitney wird insbesondere von der Video-Künstlerin Amanda mit wenig Freude zur Kenntnis genommen, besteht doch zwischen den beiden seit früheren Studienzeiten eine angespannte Feindschaft. Whitney Taylor lässt sich die Abneigung ihrer Mitbewohnerin wie auch ausgehend von der Direktorin Mrs. Briggs wenig anmerken. Vielmehr ist sie darauf bedacht, endlich dem ehemaligen Wirkungsort ihres Idols Childress nahe zu sein. Obwohl es ihr verboten wurde, begibt sie sich in den Keller, in welchem, so wird erzählt, der geistig verwirrte Childress vor 30 Jahren seine Freundin ermordete und sich anschließend selbst verbrannte. Auf ihr Drängen hin darf Whitney ihr eigenes Atelier unten im Keller einrichten.
Whitney Taylor eifert dem Werken ihres Idols nach und zeichnet basierend auf den Vorlagen von „Cellar Dweller“ eine eigene Comicgeschichte, in der sie ihre Feindin Amanda von einem Werwolf umbringen lässt. Noch ist ihr nicht bewusst, dass das plötzliche Verschwinden von Amanda darauf zurückzuführen ist, dass ihre gezeichnete Comicgeschichte real wird und Amanda von dem  leibhaftig gewordenen Werwolf in ihrem Zimmer verschlungen wird.
Das Unheil nimmt seinen Lauf. Mit Lisa und Norman werden zwei weitere Bewohner Opfer des Werwolfs aus Whithneys Comic. Erst nachdem Whitney und ihr Studienkollege Philip Lemley Comic-Zeichnungen entdecken, auf denen der Tod von Lisa und Norman skizziert ist, die Whitney aber nie selbst gezeichnet zu haben behauptet, kommt Whitney zur schrecklichen Erkenntnis, dass das Monster ihrer Phantasie real geworden ist. Der Mythos, der vor dreißig Jahren zum Tod von Colin Childress geführt haben soll, scheint wahr zu sein und erneut zu geschehen. Hilflos muss Whitney mitansehen, wie auch ihr Kommilitone Philip vom Monster ins Reich der Toten befördert wird.
Verzweifelt sucht Whitney Hilfe bei der Institutsleiterin Mrs. Briggs, muss jedoch umgehend feststellen, dass auch sie zum Werwolf-Monster mutiert. Das Monster treibt nun auch Whitney in die Enge, durch Zufall schüttet sie weiße Deckfarbe über die Comics-Skizzen, womit es ihr gelingt, das Monster vorläufig zu bändigen. Whitney nutzt die Gelegenheit, um durch das Skizzieren von Philip, und später der anderen Internatsbewohner, die Verstorbenen wieder ins Leben zurückzuholen.
Gleich wie vor dreißig Jahren es Colin Childress versuchte, sieht Whitney als letzte Möglichkeit, das Monster zu besiegen, indem sie alle Comiczeichnungen, auf denen sie das Monster skizziert hat, in einem Eimer verbrennt. Tatsächlich stirbt das Monster den Feuertod. Doch im Eimer landen auch die Skizzen der Internatbewohner, die nun auch real qualvoll verbrennen.
In der Schlussszene wird Whitney vom (wieder auferstandenen) Werwolf erschlagen.

## Trivia
- Gegenüber der englischsprachigen Originalfassung (74.25 – inkl. Abspann) ist die deutsche Video-Fassung um einige wenige kurze Szenen gekürzt (74.12)[1]. Die deutschsprachige Fernseh-Version ist noch stärker gekürzt (73.08).
- Der Film war in Deutschland von 1988 bis 2013 indiziert.

## Kritik
- Der Film fand Aufnahme in die Internet-Plattform schlechtergeschmack.de und erhielt entsprechend schlechte Kritik: Wenn das ungelenk stampfende Monsterchen schließlich auftaucht, kommt wenigstens der Trash-Faktor zum Tragen…., auch weil das knurrende Ungetüm, eine Mischung aus Werwolf und Fressbär,…… mehr possierlich als gruslig aussieht. Deren Aktionen hat man in der deutschen Fassung freilich entsprechend bearbeitet, so dass der Film mm die wenigen Attraktionen beraubt wurde. In Anbetracht dessen, was man aus der Monster-Ecke noch so kennt, wirkt „Cellar Dweller“,…, reichlich bieder und angestaubt.[2]